# مدرسة الشرطة سدراتة
مدرسة الشرطة سدراتة هي أحد مراكز تكوين الشرطة الجزائرية، تم إنشائها لتلبية الحاجيات التكوينية للشرطة الجزائرية وذلك بمدينة سدراتة بولاية سوق أهراس.